# Авілово (Волгоградська область)
Авілово (рос. Авилово) — село у Котовському районі Волгоградської області Російської Федерації.
Населення становить 131 особу. Входить до складу муніципального утворення Купцовське сільське поселення.

## Історія
Село розташоване у межах українського історичного та культурного регіону Жовтий Клин.
Село засноване 1846 року.
Згідно із законом від 22 грудня 2004 року № 974-ОД органом місцевого самоврядування є Купцовське сільське поселення.

## Населення
| 1859 | 1891 | 1894 | 1904 | 1911 | 1920 | 1922 |
| ---- | ---- | ---- | ---- | ---- | ---- | ---- |
| 198  | ↗318 | ↗335 | ↘282 | ↘220 | ↗350 | ↘310 |
| 1926 | 1931 | 2010 |      |      |      |      |
| ↗364 | ↗412 | ↘131 |      |      |      |      |